# José Viñals
José Sebastián Viñals Correas, conocido como José Viñals (Corralito, Argentina, 23 de julio de 1930 — Málaga, España, 27 de noviembre de 2009), fue un escritor hispano-argentino que cultivó varios géneros: poesía, ensayo, cuento, novela y teatro. 
Era hijo de emigrantes españoles: su padre, José Viñals, era natural de Barcelona, mientras que su madre, Laureana Correas, era oriunda de Losar de la Vera. Siendo joven formó pareja con la artista del tapiz Martha Beatriz Guzmán, con la que contrajo matrimonio y a la que dedicó gran parte de su obra poética.
Su carrera comenzó en la década de 1950, trasladándose a Buenos Aires y destacando en el mundo de la fotografía, el cine y el arte. Fue su primera obra poética,  Entrevista con el pájaro (1969), la que le otorgó notoriedad entre la pos-vanguardia lírica de Latinoamérica.
Residió en Bogotá durante dos años (1970-1972), etapa durante la cual escribió varios poemarios (Jaula para Juan y 72 Lecciones de Ignorancia), para regresar de nuevo a Argentina. Se estableció en España a partir de 1979, residiendo en varias ciudades como Madrid, Jaén, Torredonjimeno y Málaga, localidad donde falleció finalmente en 2009.
En el año 2000 recibió el Premio Nacional de Poesía de Villafranca del Bierzo y el Premio de poesía Jaime Gil de Biedma, de carácter internacional.

## Obra

### Poesía
- Entrevista con el pájaro. Losada. Buenos Aires, 1969, OCLC 1894133
- Coartada para Dios. Losada. Buenos Aires, 1971, OCLC 2182497
- Poesía reunida. Ayuntamiento de Jaén, 1995, ISBN 978-84-88183-26-2
- Animales, amores, parajes y blasfemias. 7 i Mig Edicions. Valencia, 1998, ISBN 978-84-95043-03-0
- Milagro a milagro. Hiperión. Madrid, 1999, ISBN 978-84-7517-629-1
- Animales, amores, parajes y blasfemias seguido de El cielo. Editorial Germania. Valencia, 2000, ISBN 978-84-89847-29-3
- Fondo de ojo. Ediciones El Reloj, 2000, ISBN 978-84-931552-0-9
- Arte y oficio. Colección Aula Poética Casa del Inca. Montilla, 2000, ISBN 978-84-89619-62-3
- Prueba de artista. Libros del Oeste, 2000, ISBN 978-84-88956-43-9
- Transmutaciones. Visor Libros. Madrid, 2001, ISBN 978-84-7522-443-5
- El amor. Hiperión, Madrid, 2002, ISBN 978-84-7517-716-8
- Elogio de la miniatura. La Poesía, señor hidalgo. Barcelona, 2002, ISBN 978-84-95976-10-9
- El túnel de las metáforas. Editorial Germania. Valencia, 2003, ISBN 978-84-96147-01-0
- Señor ruiseñor. Editorial Germania. Valencia, 2003, ISBN 978-84-96147-00-3
- He amado. La Poesía, señor hidalgo. Barcelona, 2006, ISBN 978-84-95976-34-5
- El silencio y las grietas. Ediciones Idea. Santa Cruz de Tenerife, 2006, ISBN 978-84-96640-01-6
- Caballo en el umbral. Antología poética (1958-2006) [edición e introducción de Benito del Pliego y Andrés Fisher]. Mérida: Editora Regional de Extremadura, 2010
- Pan. Editorial Pre-Textos. Valencia, 2010, ISBN 978-84-8191-999-8.
- Alcoholes y otras substancias. Editorial Amargord. Madrid, 2012, ISBN 978-84-15398-30-1

### Narrativa

#### Novela
- Nicolasa verde o nada. Juárez Editor. Buenos Aires, 1969, OCLC 5055189
- Padreoscuro. Literatura y Ciencia. Barcelona, 1998, ISBN 978-84-89354-62-3

#### Relato
- Miel de avispa. Universidad de Belgrano. Buenos Aires, 1982, OCLC 8595454
- Ojo alegre y viejísimo. Diputación de Jaén, 1991, ISBN 978-84-86843-41-0
- Miel de avispa. Reedición: Editorial Germania. Valencia, 2000, ISBN 978-84-89847-28-6